# NHK杯全国高校放送コンテスト
NHK杯全国高校放送コンテスト（エヌエイチケイはいぜんこくこうこうほうそうコンテスト）は、全国放送教育研究会連盟と日本放送協会が主催する高等学校の生徒を対象とした放送のコンテスト。大きく分けて、アナウンス・朗読・テレビ番組・ラジオ番組の各部門で審査が行われる。また、審査はないが校内放送研究発表会として、研究発表が行われる（かつては研究発表部門として審査を行っていたが、現在は発表のみですべての学校に研究奨励が贈られる）。通称はNコン。
1954年に第一回大会が行われ、2024年で71回を数える。地方大会で上位に入賞した個人・団体が東京のNHKホールと国立オリンピック記念青少年総合センターで開かれる全国大会で技を競い合う。
なお、1981年から1983年（第9回記念大会）まで行われた中学招待部門を踏まえ、1984年よりNHK杯全国中学校放送コンテストが開かれている。
2020年の第67回大会はオリンピック・パラリンピックにより東京での開催が難しいため、神戸・甲南大学で開催される予定だったが、新型コロナウイルスの感染拡大のため、全国大会・都道府県大会ともに中止が決まった。ただし、テレビ番組『ティーンズビデオ2020』と『ティーンズラジオ2020』は「今年は#放送部チャレンジ!」という特別企画という形で年末に放送された。

## 概要

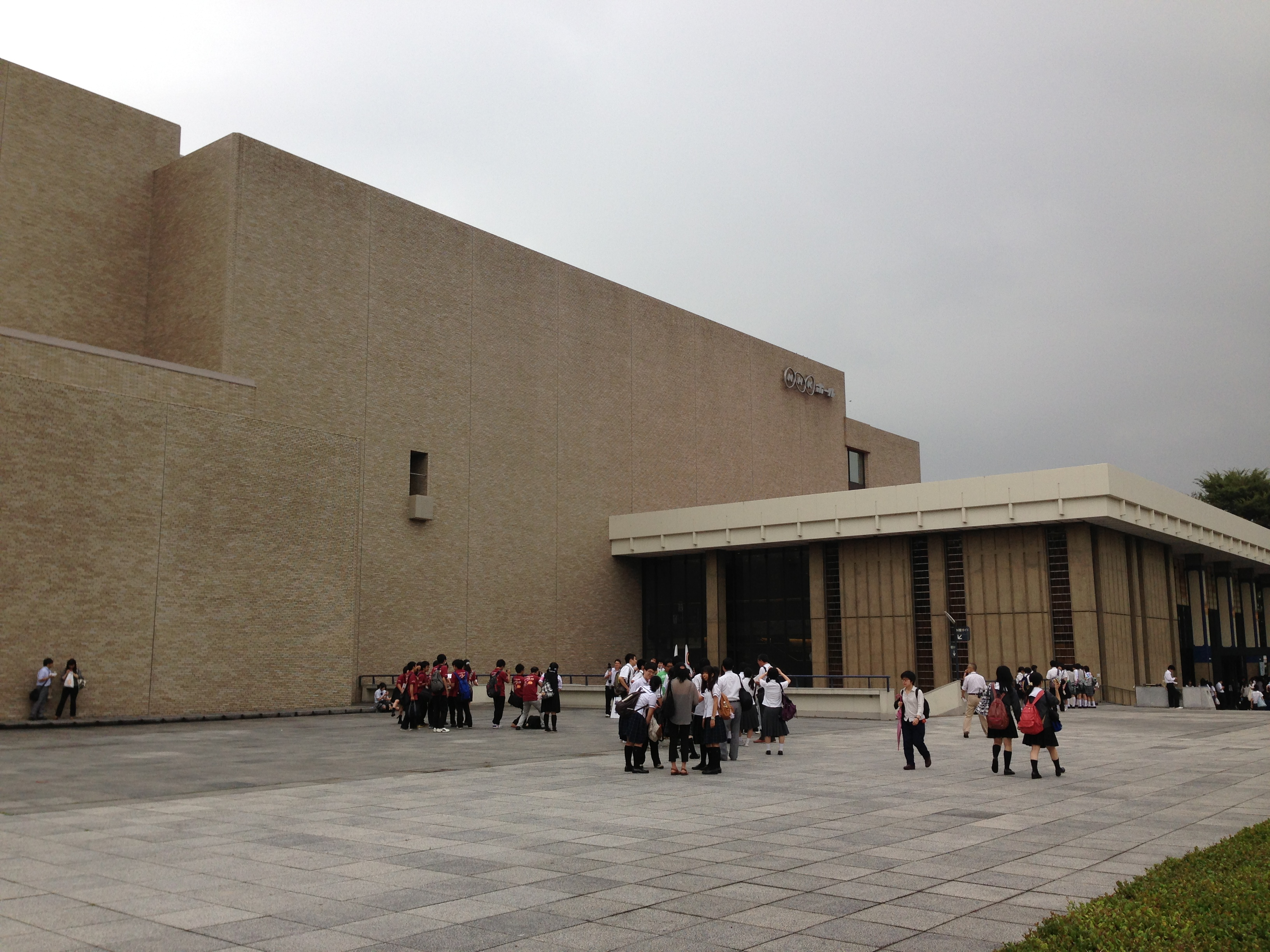
決勝戦の開かれるNHKホール

高校生に対する放送教育の一環として、NHKと日本放送教育協会が主体となって行っている放送コンテストである。個人での出場はできず、必ず学校を通して出場しなければならないため、ほとんどの出場生徒は高校で放送部や放送委員会に属している。
大会側は出場側に対し「高校生らしさ」を求めており、評価の際にも「プロでは作れない高校生の視点」を重視している。
尚、この大会の全国大会アナウンス・朗読各部門で上位入賞すると、春の甲子園の司会・進行役を依頼される。また、3年生の場合、次の年のNコン全国大会決勝の司会やインタビュアーを依頼されることもある。また、夏の甲子園でも、主に兵庫県大会の入賞者を中心として、近畿地区の各府県コンクールのアナウンス・朗読部門入賞者が携わっている。

## コンテスト概要
コンテストは、アナウンス部門・朗読部門・ラジオドキュメント部門・テレビドキュメント部門・創作ラジオドラマ部門・創作テレビドラマ部門・校内放送研究発表会の全7部門で行われる。校内放送研究発表会を除く6部門は、3日間に渡って行われ、1日目に準々決勝、2日目に準決勝、そして3日目に決勝が行われる。校内放送研究発表会は2日目に行われる。

### 都府県地区大会
毎年5月から6月にかけて行われる。上位入賞者・入賞作品が各都道府県の代表として推薦される。推薦枠はアナウンス・朗読部門で各6人、ラジオドキュメント・テレビドキュメント部門で各4作品、創作ラジオドラマ・創作テレビドラマ部門で各2作品と決まっている(但し出場者・出場作品が少ない場合は、推薦枠より多い数が出場しても全国大会に推薦されないこともある)。また参加者の多い都府県では、一つの部門に500～600人が集中することもある。そのため、地区大会や予選が開催されている都道府県もある。参加校が100校を超えた都道府県は全国大会への推薦枠が1.5倍、150校を超えると2倍となる。ここ数年でこの処置が行われているのは2倍枠が適用されている北海道(但し、150校を超えずとも2倍枠が適用されることもある)と1.5倍枠が適用されている兵庫県である。しかし、10校程度しか参加していない県もあるため、全国大会に推薦される難易度の地区間の差は依然として大きいものがある。
この大会の審査員は、地方局に所属するNHKアナウンサーや職員とNHKのOB、放送教育に携わる教員が務める。また、京都府大会では毎年NHK全国大学放送コンテスト実行委員会に所属する大学生もこれに加わる。

### 全国大会
地区大会を勝ち抜いた個人・団体が、準々決勝、準決勝はオリンピックセンターで、決勝は東京・渋谷のNHKホールで発表を行い、優勝・準優勝・優秀・優良・入選・制作奨励の各賞を決定する。審査の模様や優秀作品は、NHKの教育テレビやラジオ第2放送などで後日放送される。なお、ラジオ部門のコンテストの放送は2012年以後、ラジオ第2の学校放送の規模大幅縮小に伴い、FMに放送チャンネルを変更している
この大会の審査員は、準決勝まではNHK放送センターのアナウンサーや職員と放送教育に携わる教員が行う。決勝では、NHKのアナウンサー2名に加え、放送作家・小説家などが審査員を務める。

## コンテスト部門概要

### アナウンス部門
自校のニュースや解説など校内放送に使用する原稿を自作し、1分10秒～1分30秒で発表する。決勝及び準決勝では、これに加えて決勝課題を読むことを課される。例年の準決勝課題は、短いニュース文やお知らせ文、決勝課題は、ラジオドキュメント部門の紹介文を100字に要約して発表する課題である。

### 朗読部門
指定された5作品の中から1作品を選び、1分30秒以上2分以内で朗読する。決勝及び準決勝では、他に指定された作品を朗読する課題が課される。

### ドキュメント部門
その名の通り、ドキュメントを制作する。作品のジャンルに関する明確な規定が無いため、偽りの無い範囲であればどのような作品でも良い。テレビドキュメント部門は7分30秒以上8分以内、ラジオドキュメント部門は6分30秒以上7分以内で発表する。

### 創作ドラマ部門
その名の通り、ドラマ作品を制作する部門。但し、脚本は生徒のオリジナルのものとし、出演者は自校の生徒に限る。創作ラジオドラマ部門・創作テレビドラマ部門とも8分以内で発表する.
創作テレビドラマ部門では、近年の編集技術の向上や映像機器の多様化により、特撮やドローンによる撮影なども容易になっている。また、作品の制作にあたってアスペクト比が従来の4:3と16:9のいずれか選択になっていたものが、2017年度の64回大会からは16：9に統一された。

### 校内放送研究発表会
以前行われていた校内放送研究発表部門を、発表会に改めて継続しているもの。優勝・準優勝などの賞はないが、多くの研究が発表される（全国大会で発表した案件に対しては、その全てに研究奨励賞が出る）。県大会・地区大会では賞を置いているところもある。かつては校内放送に関する研究に限らなかったので様々なテーマの発表があったが、2002年度以降は校内放送に関する案件のみという条件が追加された。

## 過去に存在した部門
- DJ・音楽部門（第1回～第6回）
- 校内放送研究発表部門（第20回～第46回）

## 名称変更・統合した小部門
1. ラジオ番組部門（現在のラジオドキュメント部門・創作ラジオドラマ部門）
  - 番組制作部門（第7回～第9回）
  - 文芸部門（第10回～第18回）
  - 報道部門（第10回～第18回）
  - 音楽部門（第10回～第15回）
  - 特別部門（第16回） ※万国博をテーマとしたもの
  - テーマI・II部門（第19回～第25回）
  - 課題部門（第26回～第43回）
  - 自由部門（第26回～第43回）
  - 番組第I・II部門（第44回～第46回）
2. テレビ番組制作部門（現在のテレビドキュメント部門・創作テレビドラマ部門）
  - 番組制作部門（第16回）
  - 文芸部門（第17回～第18回）
  - 報道部門（第17回～第18回）
  - カラーテレビ部門（第22回～第25回）
  - テーマI・II部門（第19回～第25回）
  - 課題部門（第26回～第43回）
  - 自由部門（第26回～第43回）
  - ビデオレター部門（第30回）
  - 番組第I・II部門（第44回～第46回）

## 参加校・参加者数
2005年度第52回大会の参加校は1,563校、参加人数は14,330人であった。
2008年度第55回大会の参加校は1,526校(うち全国大会出場校は524校)、参加人数は13,642人であり、部門ごとでみると、アナウンス3,263人、朗読5,020人が出場した。また、最多参加校･最多参加人数は北海道の145校･1,381人であり、逆に最小参加校は滋賀県の13校で、最小参加人数は群馬県の69人であった(このことからも前述した地域間でのレベルの差を垣間見ることができる)。

## 強豪校・強豪地区
全国大会では、準々決勝からはじまる。準々決勝から準決勝へは数多くの学校が進出できるため、ここでは決勝進出について取り上げる。
放送の大会では顧問のノウハウや能力の蓄積、さらには所有機材の質や量によるものが大きいこともあり、特に私立の強豪校が多いことが特徴である。そのため一度実力をつけた学校は、高校という毎年部員が変わっていく環境であっても、一定以上の成績は残せることが多い。
有名な私立高校の強豪校では、7年連続優勝という偉業を成し遂げた日本大学三島や、高校野球でも有名な松商学園などがある。
また、公立高校は顧問の転勤などにより時代によって強豪校は激しく変動する。近年では、二部門制覇などを達成した小野高校、アナウンス部門などでの決勝進出者を輩出している、鹿児島純心女子高等学校などがあげられる。
地区ごとに見た場合、強豪地区はやはり競争率の高い都道府県の場合が多い。最近の強豪地区では、52回大会で3部門の優勝を成し遂げた北海道、100校以上の参加がある兵庫県、強豪校も多く存在する長野県などがある。また、部門によって強い地区などもあり、個人部門（アナウンス部門・朗読部門）での九州勢やテレビドラマでの青森県、ラジオドキュメント部門においての広島県や島根県と言った中国地方などが例に挙げられる。

## 古豪校
前章でも述べたように、私立高校の強豪校は一定の成績を残し続けることが多い。しかし、年とともに少なからず衰退が見られる。近年では過去ドラマ部門で数回全国入賞を果たした東京都・錦城高校があげられる。かつて常連であった決勝大会への進出は見られなくなったが、2023年の第70回大会では創作テレビドラマ部門にて「ENCOUNTER」で久々の決勝進出を果たし、準優勝に輝いた。
公立高校では、顧問の異動により劇的に変化する。近年、決勝大会から姿を消した高校として、福井県・羽水高校、北海道・小樽潮陵高校などがあげられる。尚、兵庫県・東播磨高校は顧問の転勤により2015年第62回大会では多くの部門で全国大会へ出場している。

## 朗読指定作品

### 平成24年 (第59回) の朗読指定作品
1. 「銀の匙」 中勘助 著 （岩波文庫）
2. 「ひとり暮らし」谷川俊太郎 著 （新潮文庫）
3. 「さがしもの」 角田光代 著 （新潮文庫）
4. 「人間の土地」 アントワーヌ・ド・サン＝テグジュペリ著／堀口大學 訳 （新潮文庫）
5. 「徒然草」 兼好法師 著

### 平成25年  (第60回)  の朗読指定作品
1. 「夏草冬濤」（上）・（下）井上靖 著（新潮文庫）
2. 「語りかける花」志村ふくみ 著（ちくま文庫）
3. 「茨の木」さだまさし 著（幻冬舎文庫）
4. 「みずうみ」テオドール・シュトルム著／関泰祐 訳（岩波文庫）
5. 「枕草子」清少納言著

### 平成26年  (第61回)  の朗読指定作品
1. 「地獄変・偸盗」芥川龍之介 著 (新潮文庫）
2. 「残るは食欲」阿川佐和子 著（新潮文庫）
3. 「神去なあなあ日常」三浦しをん 著（徳間文庫）
4. 「怪談」ラフカディオ・ハーン 著／平井呈一 訳（岩波文庫）
5. 「平家物語」

### 平成27年 (第62回) の朗読指定作品
1. 「山椒魚」井伏鱒二 著（新潮文庫）
2. 「少年記」外山滋比古 著（中公文庫）
3. 「図書館の神様」瀬尾まいこ 著（ちくま文庫）
4. 「若草物語」ルイーザ・メイ・オルコット 著／吉田勝江 訳（角川文庫）
5. 「伊勢物語」

### 平成28年 (第63回) の朗読指定作品
1. 「友情」武者小路実篤 著 (岩波文庫)
2. 「カラーひよことコーヒー豆」小川洋子 著 (小学館文庫)
3. 「流れ星が消えないうちに」橋本紡 著 (新潮文庫)
4. 「変身」フランツ・カフカ 著／高橋義孝 訳 (新潮文庫)
5. 「竹取物語」

### 平成29年 (第64回) の朗読指定作品
1. 「掌の小説」川端康成 著 (新潮文庫)
2. 「遠い朝の本たち」須賀敦子 著 (ちくま文庫)
3. 「チア男子!!」朝井リョウ 著 (集英社文庫)
4. 「愛の妖精」ジョルジュ・サンド 著／宮崎嶺雄 訳 (岩波文庫)
5. 「宇治拾遺物語」

### 平成30年 (第65回) の朗読指定作品
1. 「文鳥・夢十夜」夏目漱石 著（新潮文庫）
2. 「なんとなくな日々」川上弘美 著（新潮文庫）
3. 「リボン」小川糸 著（ポプラ文庫）
4. 「賢者の贈りもの　Ｏ・ヘンリー傑作選Ⅰ」Ｏ・ヘンリー 著／小川高義 訳（新潮文庫）
5. 「土佐日記」　紀貫之

### 2019年 (第66回) の朗読指定作品
1. 「芙蓉の人」　新田次郎 著（文春文庫）
2. 「食べごしらえおままごと」　石牟礼道子 著（中公文庫）
3. 「羊と鋼の森」　宮下奈都 著（文春文庫）
4. 「デーミアン」　ヘッセ 著／酒寄進一 訳（光文社古典新訳文庫）
5. 「方丈記」　鴨長明

### 2020年 (第67回)、2021年 (第68回)[3]の朗読指定作品
1. 「柳橋物語・むかしも今も」　山本周五郎 著(新潮文庫)
2. 「日々是好日－『お茶』が教えてくれた15のしあわせ－」　森下典子 著(新潮文庫)
3. 「海の見える理髪店」　荻原浩 著(集英社文庫)
4. 「自負と偏見」　ジェイン・オースティン 著／小山太一 訳(新潮文庫)
5. 「雨月物語」　上田秋成

### 2022年（第69回）の朗読指定作品
1. 「のらや」　内田百閒 著（中公文庫）
2. 「あのころ」　さくらももこ 著（集英社文庫）
3. 「よこまち余話」　木内昇 著（中公文庫）
4. 「グレート・ギャツビー」　フィツジェラルド 著／野崎孝 訳（新潮文庫）
5. 「枕草子」　清少納言

### 2023年（第70回）の朗読指定作品[4]
1. 「教科書で読む名作　羅生門・蜜柑　ほか」　芥川龍之介 著（ちくま文庫）
2. 「買えない味」　平松洋子 著（ちくま文庫）
3. 「金の角持つ子どもたち」　藤岡陽子 著（集英社文庫）
4. 「リンバロストの乙女　上・下」　ジーン・ポーター 著／村岡花子 訳（河出文庫）
5. 「奥の細道」　松尾芭蕉

### 2024年（第71回）の朗読指定作品[5]
1. 「泥流地帯」　三浦綾子 著（新潮文庫）
2. 「小さな幸せ46こ」　よしもとばなな 著（中公文庫）
3. 「レキシントンの幽霊」　村上春樹 著（文春文庫）
4. 「チップス先生、さようなら」　ジェイムズ・ヒルトン 著／白石朗 訳（新潮文庫）
5. 「大鏡」

## 高校時代に全国大会で入賞した著名人
参考：“過去の入賞者”. 放送教育ネットワーク.   全国放送教育研究会連盟. 2024年5月1日閲覧。
ア - アナウンス部門
朗 - 朗読部門
※氏名は受賞当時の名義。

### アナウンサー
| 年   | 優勝                                | 準優勝                    | 優秀（3位）                           | 優秀（3位）           | 優良（4位、5位）             | 優良（4位、5位）             | 優良（4位、5位）          | 優良（4位、5位） |
| ---- | ----------------------------------- | ------------------------- | ------------------------------------- | --------------------- | ---------------------------- | ---------------------------- | ------------------------- | ---------------- |
| 1961 | 林美雄・ア 東京放送（現:TBSテレビ） |                           |                                       |                       |                              |                              |                           |                  |
| 1962 | 高雄孝昭・ア 日本テレビ放送網       |                           |                                       |                       |                              |                              |                           |                  |
| 1969 |                                     |                           |                                       |                       | 末田正雄・ア NHK             |                              |                           |                  |
| 1970 |                                     |                           |                                       |                       |                              |                              |                           |                  |
| 1971 |                                     | 上原康樹・ア NHK          |                                       |                       |                              |                              |                           |                  |
| 1972 |                                     | 上原康樹・ア NHK          |                                       |                       |                              |                              |                           |                  |
| 1973 |                                     |                           |                                       |                       |                              |                              |                           |                  |
| 1974 |                                     |                           | 加島和裕・ア 札幌テレビ               |                       |                              |                              |                           |                  |
| 1975 | 水野晶子・朗 毎日放送               |                           |                                       |                       |                              |                              |                           |                  |
| 1976 |                                     |                           |                                       |                       |                              |                              |                           |                  |
| 1977 |                                     | 奥田智子・朗 九州朝日放送 |                                       |                       |                              |                              |                           |                  |
| 1978 |                                     |                           |                                       |                       |                              |                              |                           |                  |
| 1979 |                                     |                           |                                       |                       |                              |                              |                           |                  |
| 1980 |                                     |                           |                                       |                       | 戸澤真帆 ・ア テレビ宮崎     |                              |                           |                  |
| 1981 |                                     |                           |                                       |                       |                              |                              |                           |                  |
| 1982 |                                     |                           |                                       |                       |                              |                              |                           |                  |
| 1983 | 長谷川太 ・ア 文化放送              |                           |                                       |                       |                              |                              |                           |                  |
| 1984 |                                     |                           | 稲葉寿美・朗 フリー（元・東海テレビ） |                       |                              |                              |                           |                  |
| 1985 | 森田恵子 ・ア 瀬戸内海放送          |                           | 織田夕子 ・ア エフエム富士            | 半沢かすみ・朗 フリー |                              |                              |                           |                  |
| 1986 |                                     |                           |                                       |                       | 坂田周大・朗 RKB毎日放送     |                              |                           |                  |
| 1987 |                                     | 坂田周大・朗 RKB毎日放送  |                                       |                       | 逸見明正 ・ア 九州朝日放送   |                              |                           |                  |
| 1988 |                                     |                           |                                       |                       | 田中みずき ・ア RKB毎日放送  | 沖山嘉 ・ア 山口放送         |                           |                  |
| 1989 | 逸見明正・ア 九州朝日放送           |                           | 魚住理英・朗 日本テレビ               |                       | 畑杏子 ・ア TBSテレビ        | 飯地紀美子 ・ア エフエム佐賀 |                           |                  |
| 1991 | 三崎幸恵 ・ア テレビ神奈川          | 中谷隆宏 ・ア 山口放送    | 宮城さつき ・ア 琉球朝日放送          |                       |                              |                              |                           |                  |
| 1992 |                                     | 金子奈緒 ・ア フリー      | 立石典子 ・ア 福岡放送                |                       | 越前英深 ・ア フリー         | 中谷隆宏 ・ア 山口放送       |                           |                  |
| 1993 |                                     |                           |                                       |                       | 蘭ゆかり ・ア NHK            | 稲塚貴一 ・ア NHK            | 江藤泰彦・朗 NHK          |                  |
| 1994 | 稲塚貴一 ・ア NHK                   |                           |                                       |                       | 小濱幹子 ・ア エフエム福岡   |                              |                           |                  |
| 1995 |                                     |                           |                                       |                       | 小濱幹子・ア エフエム福岡    | 糸井羊司 ・ア NHK            |                           |                  |
| 1996 |                                     |                           |                                       |                       | 円田智子 ・ア テレビ長崎     | 田中栄子 ・ア 青森テレビ     |                           |                  |
| 1997 |                                     |                           | 古賀奈津子 ・ア サガテレビ            |                       | 田中栄子・ア 青森テレビ      | 松尾武 ・ア 東北放送         |                           |                  |
| 1998 |                                     |                           |                                       |                       |                              |                              |                           |                  |
| 1999 |                                     |                           |                                       |                       |                              |                              |                           |                  |
| 2000 |                                     |                           | 高嶋和代・朗 大分朝日放送             |                       |                              |                              |                           |                  |
| 2001 |                                     |                           |                                       |                       |                              |                              |                           |                  |
| 2002 | 大西洋平・朗 テレビ朝日             |                           | 鹿内美沙 ・ア 中京テレビ              |                       | 興梠裕子 ・ア テレビ宮崎     |                              |                           |                  |
| 2003 |                                     |                           | 里村好美・朗 FM青森                   |                       |                              |                              |                           |                  |
| 2004 | 八重樫葵・ア 秋田放送               |                           |                                       |                       |                              |                              |                           |                  |
| 2005 |                                     | 甲斐谷望・朗 IBC岩手放送  |                                       |                       | 里村衣美・朗 FMぐんま        |                              |                           |                  |
| 2006 |                                     |                           |                                       |                       |                              |                              |                           |                  |
| 2007 |                                     |                           |                                       |                       | 冨田奈央子・ア IBC岩手放送   |                              |                           |                  |
| 2008 |                                     | 薄井しお里・朗 東北放送   | 中川栞・ア 琉球朝日放送               |                       | 高ヶ内芽衣・朗 NHK福井放送局 | 副島萌生・ア NHK             | 細谷翠・朗 秋田テレビ     |                  |
| 2009 | 高ヶ内芽衣・朗 NHK福井放送局        |                           |                                       |                       |                              |                              | 小笠原舞子・朗 札幌テレビ |                  |
| 2010 |                                     |                           |                                       |                       |                              |                              |                           |                  |
| 2011 |                                     | 仲村美涼・ア 琉球放送     | 北本隆雄・ア 札幌テレビ               |                       | 永尾亜子・ア フジテレビ      |                              |                           |                  |
| 2012 |                                     |                           |                                       |                       |                              |                              |                           |                  |
| 2013 |                                     | 津田明日香・朗 ラジオ関西 |                                       |                       |                              |                              |                           |                  |
| 2014 |                                     |                           | 宮本真智・ア・ NHK                    |                       |                              |                              |                           |                  |
| 2015 |                                     |                           |                                       |                       | 橋本莉奈・ア 青森放送        |                              |                           |                  |
| 2016 |                                     |                           |                                       |                       |                              |                              |                           |                  |
| 2017 |                                     |                           |                                       |                       | 林田美学・ア 日本テレビ      |                              |                           |                  |
| 2018 |                                     |                           |                                       |                       |                              |                              |                           |                  |
| 2019 |                                     |                           |                                       |                       |                              |                              |                           |                  |

### 声優
- 内田国俊 51回大会（2004）朗読部門優勝
- 山本希望 53回大会（2006）アナウンス部門優良賞
- 鈴木崚汰 63回大会（2016）朗読部門優勝

### マスコミ
- 西田奈里子（NHK金沢放送局）テレビドラマ部門3位入賞
- 亀井美希（TBS記者）47回大会（2000）アナウンス部門優秀賞
- 白河真梨奈（NHK記者）52回大会（2005）アナウンス部門優勝

### その他
- 井上希美（女優、ミュージカル俳優）57回大会（2010）朗読部門優秀賞
- ぶんけい（インフルエンサー、クリエイター）59回大会（2012）創作テレビドラマ部門優勝

## テレビ・ラジオ放送
当該コンテストでは、 決勝に進出した優秀作品をNHKのテレビ番組やラジオ番組にて紹介している。
テレビでは、1984年度よりNHK総合にて『青春フォーカスイン』などのタイトルで放送していた（1987年度から1994年度までは毎年10月10日《体育の日》に放送）。
その後、1995年度からは『ティーンズビデオ』として、NHK教育→NHK Eテレの夏のテレビクラブにて放送された。2007年度までは主に11時台（2004年度を除く）に放送されたが、2008年度以降は学校放送が9時から11時までの放送に短縮されたことに伴い、夏のテレビクラブでの放送時間は2019年度まで主に9時台での放送となった。
2020年度を最後にテレビクラブでの放送は終了し、2021年度以降は毎年秋の週末午後に放送されるようになった。なお、1995年度から1999年度までは毎年10月10日の深夜に『ティーンズウェーブ』がNHK総合で放送されており、当該コンテストの関連番組がNHK総合とNHK教育の双方で放送される形になっていた。
ラジオでは、2004年度より『ティーンズラジオ』として、NHKラジオ第2の夏のラジオクラブにて放送された。なお、夏のラジオクラブでの放送は2010年度を最後に終了し、2011年度以降は単独番組として放送されている。
その後、2012年度から2020年度まではNHK-FMにて放送された後、2021年度以降はNHKラジオ第1で毎年秋に放送されている。
| 回     | タイトル                                   | タイトル                                   | ch    | 放送日時                       | 出演者 |
| ------ | ------------------------------------------ | ------------------------------------------ | ----- | ------------------------------ | --- |
| 第31回 | 青春フォーカスイン 高校生ビデオ自画像      | 青春フォーカスイン 高校生ビデオ自画像      | 総合  | 1984年09月24日 月曜10:15-11:00 | |
| 第31回 | 気分は最高! 高校生の描く青春自画像         | 気分は最高! 高校生の描く青春自画像         | FM    | 1984年11月11日 日曜12:55-14:55 | 大友康平、泰葉 |
| 第32回 | 青春フォーカスイン 高校生ビデオ自画像      | 青春フォーカスイン 高校生ビデオ自画像      | 総合  | 1985年09月23日 月曜17:05-17:50 | 兵藤ゆき |
| 第33回 | 青春フォーカスイン 10代のビデオ自画像      | 青春フォーカスイン 10代のビデオ自画像      | 総合  | 1986年09月23日 火曜10:20-11:00 | 兵藤ゆき |
| 第34回 | 青春フォーカスイン 10代のビデオ自画像      | 青春フォーカスイン 10代のビデオ自画像      | 総合  | 1987年10月10日 土曜18:00-18:45 | 金原亭小駒 |
| 第35回 | '88青春フォーカスイン 高校生ビデオ自画像   | '88青春フォーカスイン 高校生ビデオ自画像   | 総合  | 1988年10月10日 月曜13:25-14:10 | 日比野克彦、つみきみほ |
| 第36回 | '89青春フォーカスイン 高校生ビデオが面白い | '89青春フォーカスイン 高校生ビデオが面白い | 総合  | 1989年10月10日 火曜16:00-16:50 | 中沢新一、俵万智 |
| 第37回 | 青春ビデオ自画像                           | 青春ビデオ自画像                           | 総合  | 1990年10月10日 水曜11:00-11:50 | ラサール石井、きゃんみゆき |
| 第38回 | 青春ビデオメッセージ                       | 青春ビデオメッセージ                       | 総合  | 1991年10月10日 木曜10:50-11:45 | 大林宣彦、大沢逸美 |
| 第39回 | 高校生VIDEO自画像                          | 高校生VIDEO自画像                          | 総合  | 1992年10月10日 土曜10:05-11:00 | 中原俊、向井亜紀 |
| 第40回 | VIDEOで語る青春                            | VIDEOで語る青春                            | 総合  | 1993年10月10日 日曜11:00-11:55 | 古田新太、早坂好恵 |
| 第41回 | 高校生ビデオ大チェック                     | 高校生ビデオ大チェック                     | 総合  | 1994年10月10日 月曜17:10-18:00 | 嘉門達夫、福島瑞穂 |
| 回     | タイトル                                   | 部門                                       | ch    | 放送日時                       | 出演者 |
| 第42回 | ティーンズビデオ'95                        | テレビ番組 課題                            | 教育  | 1995年08月22日 火曜12:00-12:40 | 向谷実、山本典子 |
| 第42回 | ティーンズビデオ'95                        | テレビ番組 自由                            | 教育  | 1995年08月23日 水曜12:00-12:40 | 向谷実、山本典子 |
| 第42回 | ティーンズビデオ'95                        | 創作テレビドラマ                           | 教育  | 1995年08月24日 木曜12:00-12:40 | 向谷実、山本典子 |
| 第42回 | ティーンズビデオ'95                        | 創作テレビドラマ                           | 教育  | 1995年08月25日 金曜12:00-12:40 | 向谷実、山本典子 |
| 第42回 | 高校生ラジオメッセージ                     | ラジオ番組 課題                            | R2    | 1995年08月23日 水曜10:05-10:35 | |
| 第42回 | 高校生ラジオメッセージ                     | ラジオ番組 自由                            | R2    | 1995年08月24日 木曜10:05-10:35 | |
| 第42回 | 高校生ラジオメッセージ                     | 創作ラジオドラマ                           | R2    | 1995年08月25日 金曜10:05-10:35 | |
| 第42回 | 高校生ラジオメッセージ                     | 創作ラジオドラマ                           | R2    | 1995年08月26日 土曜10:05-10:35 | |
| 第42回 | ティーンズウェーブ'95                      | テレビ番組                                 | 総合  | 1995年10月10日 火曜23:20-24:10 | うじきつよし、菅野美穂 |
| 第43回 | ティーンズビデオ'96                        | テレビ番組 課題                            | 教育  | 1996年08月19日 月曜11:05-11:45 | 小川範子 |
| 第43回 | ティーンズビデオ'96                        | テレビ番組 自由                            | 教育  | 1996年08月20日 火曜11:05-11:45 | 小川範子 |
| 第43回 | ティーンズビデオ'96                        | 創作テレビドラマ                           | 教育  | 1996年08月21日 水曜11:05-11:45 | 小川範子 |
| 第43回 | ティーンズビデオ'96                        | 創作テレビドラマ                           | 教育  | 1996年08月22日 木曜11:05-11:45 | 小川範子 |
| 第43回 | ティーンズウェーブ'96                      | テレビ番組                                 | 総合  | 1996年10月10日 木曜23:35-24:24 | うじきつよし、村田和美 |
| 第44回 | ティーンズビデオ'97                        | テレビ番組第1                              | 教育  | 1997年08月18日 月曜10:45-11:30 | 小川範子、ピーター・バラカン |
| 第44回 | ティーンズビデオ'97                        | テレビ番組第2                              | 教育  | 1997年08月19日 火曜10:45-11:30 | 小川範子、ピーター・バラカン |
| 第44回 | ティーンズビデオ'97                        | 創作テレビドラマ                           | 教育  | 1997年08月20日 水曜10:45-11:30 | 小川範子、小中和哉 |
| 第44回 | ティーンズビデオ'97                        | 創作テレビドラマ                           | 教育  | 1997年08月21日 木曜10:45-11:30 | 小川範子、小中和哉 |
| 第44回 | ティーンズウェーブ'97                      | テレビ番組                                 | 総合  | 1997年10月10日 金曜23:25-24:15 | うじきつよし、中山エミリ |
| 第45回 | ティーンズビデオ'98                        | テレビ番組第1                              | 教育  | 1998年08月17日 月曜11:00-11:45 | 小川範子、山田五郎 |
| 第45回 | ティーンズビデオ'98                        | テレビ番組第2                              | 教育  | 1998年08月18日 火曜11:00-11:45 | 小川範子、橋口亮輔 |
| 第45回 | ティーンズビデオ'98                        | 創作テレビドラマ                           | 教育  | 1998年08月19日 水曜11:05-11:50 | 小川範子、橋口亮輔 |
| 第45回 | ティーンズウェーブ'98                      | テレビ番組                                 | 総合  | 1998年10月10日 土曜23:40-24:25 | 定岡正二、中山エミリ |
| 第46回 | ティーンズビデオ'99                        | テレビドキュメント                         | 教育  | 1999年08月11日 月曜10:45-11:30 | 中山エミリ、岡田斗司夫 |
| 第46回 | ティーンズビデオ'99                        | テレビドキュメント                         | 教育  | 1999年08月12日 火曜10:45-11:30 | 中山エミリ、岡田斗司夫 |
| 第46回 | ティーンズビデオ'99                        | 創作テレビドラマ                           | 教育  | 1999年08月13日 水曜10:45-11:45 | 中山エミリ、山本晋也 |
| 第46回 | ティーンズウェーブ'99                      | テレビ番組                                 | 総合  | 1998年10月10日 日曜24:30-25:20 | 荻原次晴、優香 |
| 第47回 | ティーンズビデオ2000                       | テレビドキュメント                         | 教育  | 2000年08月14日 月曜11:00-11:45 | 中山エミリ、崔洋一 |
| 第47回 | ティーンズビデオ2000                       | テレビドキュメント                         | 教育  | 2000年08月15日 火曜11:00-11:45 | 中山エミリ、崔洋一 |
| 第47回 | ティーンズビデオ2000                       | 創作テレビドラマ                           | 教育  | 2000年08月16日 水曜11:00-11:45 | 中山エミリ、鴻上尚史 |
| 第48回 | ティーンズビデオ2001                       | テレビドキュメント                         | 教育  | 2001年08月13日 月曜11:00-11:45 | 森下和哉、中山エミリ、中江裕司 |
| 第48回 | ティーンズビデオ2001                       | 創作テレビドラマ                           | 教育  | 2001年08月14日 火曜11:00-11:45 | 森下和哉、中山エミリ、中江裕司 |
| 第49回 | ティーンズビデオ2002                       | テレビドキュメント                         | 教育  | 2002年08月12日 月曜11:00-11:45 | 森下和哉、中山エミリ、三池崇史 |
| 第49回 | ティーンズビデオ2002                       | 創作テレビドラマ                           | 教育  | 2002年08月13日 火曜11:00-11:45 | 森下和哉、中山エミリ、三池崇史 |
| 第50回 | ティーンズビデオ2003                       | テレビドキュメント                         | 教育  | 2003年08月18日 月曜11:15-11:45 | 崔洋一 |
| 第50回 | ティーンズビデオ2003                       | 創作テレビドラマ                           | 教育  | 2003年08月19日 火曜11:15-11:45 | 崔洋一 |
| 第51回 | ティーンズビデオ2004                       | 創作テレビドラマ                           | 教育  | 2004年08月18日 水曜09:30-10:15 | 永井伸一、加賀美幸子 |
| 第51回 | ティーンズビデオ2004                       | テレビドキュメント                         | 教育  | 2004年08月19日 木曜09:30-10:15 | 永井伸一、加賀美幸子 |
| 第51回 | ティーンズラジオ2004                       | 創作ラジオドラマ                           | R2    | 2004年08月19日 木曜10:05-10:35 | |
| 第51回 | ティーンズラジオ2004                       | ラジオドキュメント                         | R2    | 2004年08月20日 金曜10:05-10:35 | |
| 第52回 | ティーンズビデオ2005                       | 創作テレビドラマ                           | 教育  | 2005年08月16日 火曜11:00-11:45 | |
| 第52回 | ティーンズビデオ2005                       | テレビドキュメント                         | 教育  | 2005年08月17日 水曜11:00-11:45 | |
| 第52回 | ティーンズラジオ2005                       | 創作ラジオドラマ                           | R2    | 2005年08月18日 木曜10:05-10:35 | |
| 第52回 | ティーンズラジオ2005                       | ラジオドキュメント                         | R2    | 2005年08月19日 金曜10:05-10:35 | |
| 第53回 | ティーンズビデオ2006                       | テレビドキュメント                         | 教育  | 2006年08月10日 木曜11:00-11:45 | 内多勝康、唯野未歩子 |
| 第53回 | ティーンズビデオ2006                       | 創作テレビドラマ                           | 教育  | 2006年08月11日 金曜11:00-11:45 | 内多勝康、唯野未歩子 |
| 第53回 | ティーンズラジオ2006                       | 創作ラジオドラマ                           | R2    | 2006年08月17日 木曜10:05-10:35 | 昌子祥子 |
| 第53回 | ティーンズラジオ2006                       | ラジオドキュメント                         | R2    | 2006年08月18日 金曜10:05-10:35 | 昌子祥子 |
| 第54回 | ティーンズビデオ2007                       | テレビドキュメント                         | 教育  | 2007年08月13日 月曜11:00-11:45 | 中谷日出 |
| 第54回 | ティーンズビデオ2007                       | 創作テレビドラマ                           | 教育  | 2007年08月14日 火曜11:00-11:45 | 中谷日出 |
| 第54回 | ティーンズラジオ2007                       | 創作ラジオドラマ                           | R2    | 2007年08月16日 木曜10:05-10:35 | 昌子祥子 |
| 第54回 | ティーンズラジオ2007                       | ラジオドキュメント                         | R2    | 2007年08月17日 金曜10:05-10:35 | 昌子祥子 |
| 第55回 | ティーンズビデオ2008                       | テレビドキュメント                         | 教育  | 2008年08月12日 火曜09:30-10:15 | 中谷日出、浜口順子 |
| 第55回 | ティーンズビデオ2008                       | 創作テレビドラマ                           | 教育  | 2008年08月13日 水曜09:30-10:15 | 中谷日出、浜口順子 |
| 第55回 | ティーンズラジオ2008                       | 創作ラジオドラマ                           | R2    | 2008年08月14日 木曜09:30-10:00 | 昌子祥子 |
| 第55回 | ティーンズラジオ2008                       | ラジオドキュメント                         | R2    | 2008年08月15日 金曜09:30-10:00 | 昌子祥子 |
| 第56回 | ティーンズビデオ2009                       | テレビドキュメント                         | 教育  | 2009年08月12日 水曜09:30-10:15 | 中谷日出、遠藤久美子 |
| 第56回 | ティーンズビデオ2009                       | 創作テレビドラマ                           | 教育  | 2009年08月13日 木曜09:30-10:15 | 中谷日出、遠藤久美子 |
| 第56回 | ティーンズラジオ2009                       | ラジオドキュメント                         | R2    | 2009年08月13日 木曜09:30-10:00 | 昌子祥子 |
| 第56回 | ティーンズラジオ2009                       | 創作ラジオドラマ                           | R2    | 2009年08月14日 金曜09:30-10:00 | 昌子祥子 |
| 第57回 | ティーンズビデオ2010                       | テレビドキュメント                         | 教育  | 2010年08月16日 月曜09:30-10:15 | 中谷日出、村井美樹 |
| 第57回 | ティーンズビデオ2010                       | 創作テレビドラマ                           | 教育  | 2010年08月17日 火曜09:30-10:15 | 中谷日出、村井美樹 |
| 第57回 | ティーンズラジオ2010                       | ラジオドキュメント                         | R2    | 2010年08月19日 木曜09:30-10:00 | 昌子祥子 |
| 第57回 | ティーンズラジオ2010                       | 創作ラジオドラマ                           | R2    | 2010年08月20日 金曜09:30-10:00 | 昌子祥子 |
| 第58回 | ティーンズビデオ2011                       | テレビドキュメント                         | Eテレ | 2011年08月12日 金曜09:25-10:15 | 中谷日出、村井美樹 |
| 第58回 | ティーンズビデオ2011                       | 創作テレビドラマ                           | Eテレ | 2011年08月16日 火曜09:25-10:15 | 中谷日出、村井美樹 |
| 第58回 | ティーンズラジオ2011                       | ラジオ番組                                 | R2    | 2011年08月21日 日曜20:00-21:00 | 中谷日出、村井美樹 |
| 第59回 | ティーンズビデオ2012                       | テレビドキュメント                         | Eテレ | 2012年08月14日 火曜09:15-10:00 | 中谷日出、河西智美 |
| 第59回 | ティーンズビデオ2012                       | 創作テレビドラマ                           | Eテレ | 2012年08月15日 水曜09:15-10:00 | 中谷日出、河西智美 |
| 第59回 | ティーンズラジオ2012                       | ラジオ番組                                 | FM    | 2012年08月19日 日曜09:00-10:00 | 中谷日出、河西智美 |
| 第60回 | ティーンズビデオ2013                       | テレビドキュメント                         | Eテレ | 2013年08月15日 木曜09:00-10:00 | 中谷日出、天野ひろゆき、嗣永桃子 |
| 第60回 | ティーンズビデオ2013                       | 創作テレビドラマ                           | Eテレ | 2013年08月16日 金曜09:00-10:00 | 中谷日出、天野ひろゆき、嗣永桃子 |
| 第60回 | ティーンズラジオ2013                       | ラジオ番組                                 | FM    | 2013年08月16日 金曜09:00-10:00 | 昌子祥子 |
| 第61回 | ティーンズビデオ2014                       | テレビドキュメント                         | Eテレ | 2014年08月14日 木曜09:00-09:45 | 中谷日出、LiLiCo |
| 第61回 | ティーンズビデオ2014                       | 創作テレビドラマ                           | Eテレ | 2014年08月15日 金曜09:00-09:45 | 中谷日出、LiLiCo |
| 第61回 | ティーンズラジオ2014                       | ラジオ番組                                 | FM    | 2014年08月22日 金曜10:00-11:00 | 中谷日出、LiLiCo |
| 第62回 | ティーンズビデオ2015                       | テレビドキュメント                         | Eテレ | 2015年08月13日 木曜09:10-09:55 | 中谷日出、石田亜佑美 |
| 第62回 | ティーンズビデオ2015                       | 創作テレビドラマ                           | Eテレ | 2015年08月14日 金曜09:10-09:55 | 中谷日出、石田亜佑美 |
| 第62回 | ティーンズラジオ2015                       | ラジオ番組                                 | FM    | 2015年08月21日 金曜10:00-11:00 | 中谷日出、石田亜佑美 |
| 第63回 | ティーンズビデオ2016                       | テレビドキュメント                         | Eテレ | 2016年08月4日 木曜09:15-10:00  | 中谷日出、近江友里恵 |
| 第63回 | ティーンズビデオ2016                       | 創作テレビドラマ                           | Eテレ | 2016年08月5日 金曜09:15-10:00  | 中谷日出、近江友里恵 |
| 第63回 | ティーンズラジオ2016                       | ラジオ番組                                 | FM    | 2016年08月26日 木曜10:00-11:00 | 中谷日出、近江友里恵 |
| 第64回 | ティーンズビデオ2017                       | 創作テレビドラマ                           | Eテレ | 2017年08月9日 水曜09:10-09:55  | 中谷日出、小泉徳宏 |
| 第64回 | ティーンズビデオ2017                       | テレビドキュメント                         | Eテレ | 2017年08月10日 木曜09:10-09:55 | 中谷日出、小泉徳宏 |
| 第64回 | ティーンズラジオ2017                       | ラジオ番組                                 | FM    | 2017年08月28日 月曜10:00-11:00 | 中谷日出、小泉徳宏 |
| 第65回 | ティーンズビデオ2018                       | 創作テレビドラマ                           | Eテレ | 2018年08月9日 木曜09:00-09:50  | 中谷日出、小泉徳宏 |
| 第65回 | ティーンズビデオ2018                       | テレビドキュメント                         | Eテレ | 2018年08月10日 金曜09:00-09:50 | 中谷日出、小泉徳宏 |
| 第65回 | ティーンズラジオ2018                       | ラジオ番組                                 | FM    | 2018年08月27日 月曜10:00-11:00 | 中谷日出、小泉徳宏 |
| 第66回 | ティーンズビデオ2019                       | 創作テレビドラマ                           | Eテレ | 2019年08月13日 火曜09:30-10:15 | 中谷日出、湊かなえ、ぶんけい |
| 第66回 | ティーンズビデオ2019                       | テレビドキュメント                         | Eテレ | 2019年08月14日 水曜09:30-10:15 | 中谷日出、湊かなえ、ぶんけい |
| 第66回 | ティーンズラジオ2019                       | ラジオ番組                                 | FM    | 2019年08月26日 月曜10:00-11:00 | 中谷日出、湊かなえ、ぶんけい |
| [ 7 ]  | ティーンズビデオ2020                       | テレビ番組                                 | Eテレ | 2020年12月30日 水曜09:15-10:15 | ジェシー（SixTONES）、田中樹（SixTONES）、ぶんけい、浅田春奈 ナレーション - 下野紘                                                                                       |
| [ 7 ]  | ティーンズラジオ2020                       | ラジオ番組                                 | FM    | 2020年12月29日 火曜09:00-10:00 | ジェシー（SixTONES）、田中樹（SixTONES）、ぶんけい、浅田春奈 ナレーション - 下野紘                                                                                       |
| 第68回 | ティーンズビデオ2021                       | 創作テレビドラマ                           | Eテレ | 2021年10月16日 土曜15:00-15:45 | 三島有紀子、ぶんけい ナレーション - 下野紘 |
| 第68回 | ティーンズビデオ2021                       | テレビドキュメント                         | Eテレ | 2021年10月16日 土曜15:45-16:30 | 三島有紀子、ぶんけい ナレーション - 下野紘 |
| 第68回 | ティーンズラジオ2021                       | ラジオ番組                                 | R1    | 2021年10月17日 日曜15:05-15:55 | 鈴木崚汰 |
| 第69回 | ティーンズビデオ2022                       | 創作テレビドラマ                           | Eテレ | 2022年09月25日 日曜15:30-16:15 | ぶんけい、サーヤ (ラランド)、箭内道彦 ナレーション - 下野紘 |
| 第69回 | ティーンズビデオ2022                       | テレビドキュメント                         | Eテレ | 2022年09月25日 日曜16:15-17:00 | ぶんけい、サーヤ (ラランド)、箭内道彦 ナレーション - 下野紘 |
| 第69回 | ティーンズラジオ2022                       | ラジオ番組                                 | R1    | 2022年09月19日 月曜15:05-15:55 | 鈴木崚汰 |
| 第70回 | ティーンズビデオ2023                       | 創作テレビドラマ                           | Eテレ | 2023年11月5日 日曜14:30-15:15  | ナレーション - 斉藤壮馬 リポーター - ハシヤスメ・アツコ (元BiSH) 座談会出演 - おじゃす、ぎんしゃむ、新井谷悠、ゆすけ レジェンド先輩 - こやまたくや (ヤバイTシャツ屋さん) |
| 第70回 | ティーンズビデオ2023                       | テレビドキュメント                         | Eテレ | 2023年11月5日 日曜15:15-16:00  | ナレーション - 斉藤壮馬 リポーター - マンボウやしろ レジェンド先輩 - ぶんけい                                                                                            |
| 第70回 | ティーンズラジオ2023                       | 創作ラジオドラマ / 朗読                    | R1    | 2023年11月3日 金曜16:05-16:55  | 鈴木崚汰、宮本真智 コーナー出演 - 宮崎美子、TORIENA、はらあい |
| 第70回 | ティーンズラジオ2023                       | ラジオドキュメント / アナウンス            | R1    | 2023年11月3日 金曜17:05-17:55  | 鈴木崚汰、宮本真智 コーナー出演 - 魚住りえ、神野紗希、吉岡聖恵（いきものがかり）                                                                                         |
| 第70回 | 沼にハマってきいてみた～学校の放送沼～     | テレビ番組                                 | Eテレ | 2023年11月4日 土曜20:45-21:30  | MC - ハマ・オカモト（OKAMOTO'S）、サーヤ (ラランド） ゲスト - 鈴木崚汰 出演 - オカリナ (おかずクラブ)、西本たける (スーパーサイズ・ミー)、伊東健人、花守ゆみり           |
| 第71回 | ティーンズビデオ2024                       | 創作テレビドラマ                           | Eテレ | 2024年11月13日 水曜19:25-19:54 | ナレーション - 梶裕貴 リポーター - ゴリけん コメンテーター - ぶんけい |
| 第71回 | ティーンズビデオ2024                       | テレビドキュメント                         | Eテレ | 2024年11月20日 水曜19:25-19:54 | ナレーション - 梶裕貴 リポーター - 鞘師里保 コーナー出演 - 糸井羊司、副島萌生                                                                                            |
| 第71回 | ティーンズラジオ2024                       | ラジオ番組                                 | R1    | 2024年11月9日 土曜16:05-16:55  | 鈴木崚汰、宮本真智 |
| 第71回 | 梶裕貴のラジオ劇場～Nコンコラボ～          | ラジオ番組                                 | R1    | 2024年11月9日 土曜20:05-20:55  | パーソナリティ - 梶裕貴 ゲスト - 斉藤壮馬 |